# NGC 7130
NGC 7130 is een spiraalvormig sterrenstelsel in het sterrenbeeld Zuidervis. Het hemelobject werd op 25 september 1834 ontdekt door de Britse astronoom John Herschel.

## Synoniemen
- IC 5135
- ESO 403-32
- MCG -6-47-15
- AM 2145-351
- IRAS 21453-3511
- PGC 67387